# Wilhelm III (książę Bawarii)
Wilhelm III (ur. 1375, zm. 12 września 1435) – książę Bawarii-Monachium z dynastii Wittelsbachów (od 1397).

## Życiorys
Wilhelm był młodszym synem księcia bawarskiego rezydującego w Monachium Jana II oraz Katarzyny, córki hrabiego Gorycji Meinharda VI. Po śmierci ojca w 1397, objął rządy w Monachium wraz ze swym starszym bratem Ernestem.

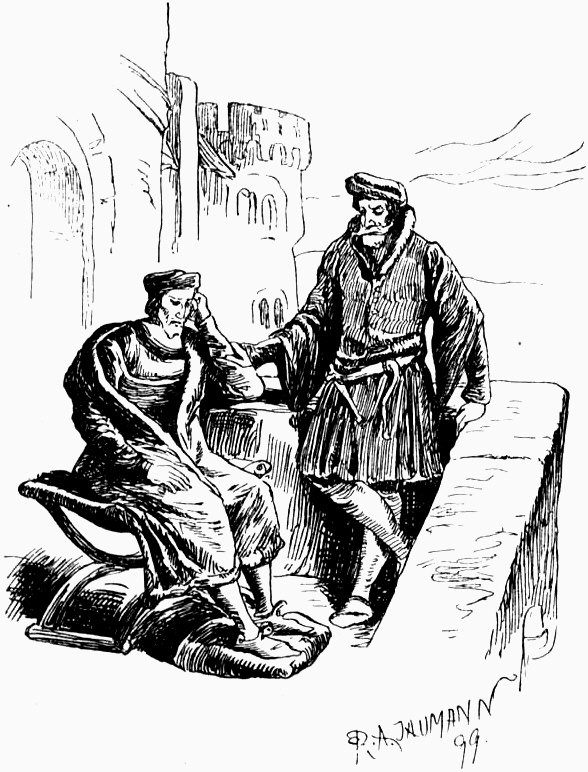
Książęta bawarscy Albrecht III i Wilhelm III, grafika z końca XIX w.

Zaraz po objęciu tronu bracia musieli stawić czoła stryjowi Stefanowi III, księciu Bawarii-Ingolstadt. Już w 1398 bracia musieli uznać jego prawo do współrządów w Monachium. Jednak spór na tym się nie skończył. Monachium było podzielone między stronników obu stron, w efekcie czego rzeczywista kontrola nad miastem przechodziła z rąk do rąk. Po śmierci Stefana dalsze spory (i walki) Ernest i Wilhelm prowadzili z jego synem i następcą, Ludwikiem VII Brodatym. W 1421 wybuchła wojna domowa w Bawarii. Współpraca i dobre stosunki między braćmi wyróżniały się na tle nieustających rodzinnych sporów między Wittelsbachami w tym czasie. Po wymarciu w 1425 linii Wittelsbachów panujących w Bawarii-Straubing, Ernest i Wilhelm zgłosili pretensje do objęcia tego księstwa; w 1427 zajęli Straubing, a w 1429 – na mocy układu z Pressburga – została usankcjonowana ich władza na dużej części tego terytorium.
Jednocześnie Wilhelm brał udział w wojnach hucyckich (m.in. w wyprawach z 1420 oraz 1431). Był zaufanym współpracownikiem króla niemieckiego Zygmunta Luksemburskiego – Zygmunt ustanowił go opiekunem soboru w Bazylei (1431). Z tego powodu brał udział w rokowaniach między soborem a husytami, które doprowadziły później do zakończenia wojen husyckich i zawarcia kompaktów praskich. Zaangażował się w działania w celu reformy Kościoła, stając tu przeciwko papieżowi Eugeniuszowi IV. Rolę strażnika pokoju podczas soboru król poszerzył wkrótce (1432) na całą Rzeszę i Wilhelm odniósł na tym polu pewne sukcesy (zażegnując spór burgundzko-austriacki oraz walcząc z raubritterami).
Wilhelm znany był ze swej pobożności i zamiłowania do pokoju. Dominikański pisarz jego czasów nazwał go „ojcem ubogich”. Dążył do pokojowego rozwiązywania sporów i był zdolnym dyplomatą. Uważano go nawet za potencjalnego następcę Zygmunta na tronie królewskim, zmarł jednak wcześniej niż Zygmunt.

## Rodzina
W podeszłym już wieku, w maju 1433 r. w Bazylei Wilhelm poślubił o wiele młodszą od siebie Małgorzatę (ur. 1416), córkę Adolfa II, księcia Kleve i hrabiego Mark. Ze związku tego pochodziło dwóch synów: Adolf (ur. 1434, zm. 1441, po śmierci ojca formalnie uznawany za księcia bawarskiego, współrządcę swego stryja, a potem kuzyna) i Wilhelm (pogrobowiec Wilhelma, ur. i zm. 1435). Miał też nieślubnego syna Konrada ze związku z Adelajdą Schmylin z Monachium.